# Bata (mitologia egizia)

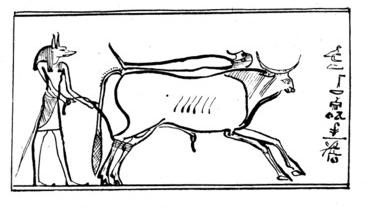
Copia della 20ª illustrazione del Papiro Jumilhac: Anubi cattura il toro Bata con la mummia di Osiride sul dorso.

Bata è una divinità egizia appartenente alla religione dell'antico Egitto, dio taurino assai poco documentato. La traduzione e la pubblicazione della Storia dei due fratelli, conservatasi sul Papiro D'Orbiney del Nuovo Regno, acquisito dal British Museum nel 1857, ha permesso di rilevarne l'esistenza, fino ad allora del tutto ignorata. Bata vi compare come fratello di Anubi. Nel 1905, l'egittologo Alan Gardiner riuscì a stabilire che il dio Bata avrebbe avuto un culto nella città di Saka, nel XVII nomo dell'Alto Egitto ("Nomo dello Sciacallo"). Nel 1945, l'acquisizione da parte del Museo del Louvre del Papiro Jumilhac, d'epoca tolemaica, ha permesso di approfondire la conoscenza di Bata grazie a un mito, riportato da tale monografia teologica, ove Bata è assimilato al dio Seth. 

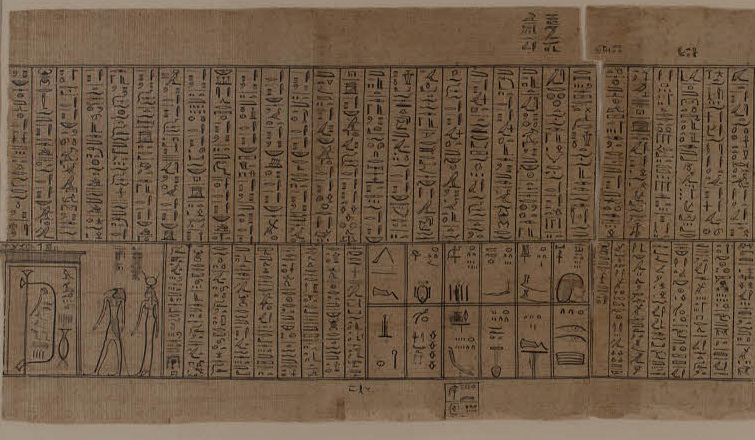
Parte del Papiro Jumilhac, al Museo del Louvre, preziosa fonte d'informazioni su Bata.